# 1840er
Portal Geschichte | Portal Biografien | Aktuelle Ereignisse | Jahreskalender | Tagesartikel

◄ |
18. Jh. |
19. Jahrhundert
| 20. Jh. | ►

◄ |
1810er |
1820er |
1830er |
1840er
| 1850er | 1860er | 1870er | ►

1840 |
1841 |
1842 |
1843 |
1844 |
1845 |
1846 |
1847 |
1848 |
1849

## Ereignisse
Österreich
- 1841: Ausbau des Eisenbahnnetzes: Beginn der ersten Staatsbahnphase
- 1848 bis 31. Oktober 1848: Wiener Oktoberaufstand
- 1848: Märzrevolution
- 1848: Erstes Österreichisches Parlament
- 1848: Thronbesteigung von Franz Joseph I
- 1848/1849: Aufstände im ganzen Kaiserreich
- 1849: Oktroyierte Märzverfassung

Deutschland
- 7. Juni 1840: Regierungswechsel in Preußen
- 1840/1841: Rheinkrise
- 4. September 1842: Ende der Kölner Wirren
- 4.–6. Juni 1844: Schlesischer Weberaufstand
- 26. Juli 1844: Erstes Attentat auf Friedrich Wilhelm IV.
- 21.–23. April 1847: Kartoffelrevolution
- 11. April 1847 bis 26. Juni 1847: Erster Vereinigter Landtag
- 23. Juli 1847: Preußisches Judengesetz
- 12. September 1847: Offenburger Versammlung
- 10. Oktober 1847: Heppenheimer Tagung
- 1848: Deutsche Revolution 1848/1849
- 27. Februar 1848: Mannheimer Volksversammlung
- 5. März 1848: Heidelberger Versammlung der 51
- 18. März 1848: Berliner Barrikadenaufstand
- 31. März bis zum 3. April 1848: Frankfurter Vorparlament
- 24. März 1848 bis 8. Mai 1852: Schleswig-Holsteinische Erhebung
- 18. Mai 1848 bis 30. Mai 1849: Frankfurter Nationalversammlung
- 18. September 1848: Septemberrevolution in Frankfurt am Main
- 10. November 1848: Einmarsch preußischer Truppen unter Generalfeldmarschall Friedrich von Wrangel in Berlin
- 27. November 1848: Inkrafttreten der Grundrechte des deutschen Volkes
- 5. Dezember 1848: Auflösung der Preußischen Nationalversammlung
- 28. März 1849: Verabschiedung der Paulskirchenverfassung
- 28. April 1849: Ablehnung der Kaiserdeputation durch Friedrich Wilhelm IV.
- 2. Mai bis 19. Juni 1849: Pfälzischer Aufstand
- 3.–9. Mai 1849: Dresdner Maiaufstand
- 26. Mai 1849: Dreikönigsbündnis
- 30. Juni bis 23. Juli 1849: Belagerung von Rastatt

Weltweit
- 15. Juli 1840: Londoner Vertrag
- 1845: Texas wird Teil der USA
- 1845: USA: Kongressabgeordnete scheitern mit einem Gesetzesvorschlag, dass künftige Bundesstaaten sklavenfrei sein sollen
- 1847: Gründung des Bundes der Kommunisten, an dessen Konstituierung Karl Marx und Friedrich Engels maßgeblich beteiligt sind, in London.
- 1848: Karl Marx und Friedrich Engels veröffentlichen das Manifest der Kommunistischen Partei.
- 22.–24. Februar 1848: Februarrevolution 1848 in Frankreich
- 26. August 1848: Vertrag von Malmö
- 1844–1848: Hungerkrisen, Hungerepidemien, soziale Unruhen und Revolutionen in Irland, Polen, Frankreich, Österreich und Deutschland, Chartistenbewegung im Vereinigten Königreich.
- 1849: Frédéric Chopin stirbt mit 39 Jahren.
- 1848–1849: Revolution und Freiheitskampf in Ungarn.

## Kulturgeschichte

### Wissenschaft
(siehe auch: Liste physikalischer Entdeckungen)
- Einsatz von Chloroform in der Narkose (James Young Simpson).
- Semmelweis weist schlechte Handhygiene der Ärzte als Ursache für Kindbettfieber nach.
- Charles Gabriel Pravaz erfindet die Injektionsspritze.
- Mikroskope können bis zu 500fach vergrößern.

## Persönlichkeiten

### Politik
- Franz Joseph I., Kaiser in Österreich-Ungarn
- Friedrich Wilhelm IV., König von Preußen
- Louis-Philippe I., König von Frankreich
- Isabella II., Königin in Spanien
- Gregor XVI., Papst
- Pius IX., Papst
- Nikolaus I., Zar in Russland
- Victoria, Königin des Vereinigten Königreiches von Großbritannien und Irland
- Robert Peel, Premierminister des Vereinigten Königreiches von Großbritannien und Irland
- John Russell, 1. Earl Russell, Premierminister des Vereinigten Königreiches von Großbritannien und Irland
- James K. Polk, Präsident in den Vereinigten Staaten
- John Tyler, Präsident in den Vereinigten Staaten
- Mohammed Schah, Schah in Persien
- Ninkō, Kaiser von Japan
- Kōmei, Kaiser von Japan
- Daoguang, Kaiser von China